# Miltochrista sapporensis
Miltochrista sapporensis är en fjärilsart som beskrevs av Matsumura 1930. Miltochrista sapporensis ingår i släktet Miltochrista och familjen björnspinnare. Inga underarter finns listade i Catalogue of Life.